# 다로오촌
다로오촌(일본어: 太郎生村)은 일본 미에현 이치시군에 설치되었던 촌이다. 현재의 쓰시에 해당한다.